# Le Vaudioux
Le Vaudioux è un comune francese di 168 abitanti situato nel dipartimento del Giura nella regione della Borgogna-Franca Contea.

## Società

### Evoluzione demografica
Abitanti censiti